# Chính phủ lâm thời Cộng hòa Pháp
Chính phủ lâm thời Cộng hòa Pháp (gouvernement provisoire de la République française - GPRF) là một chính phủ lâm thời đã lãnh đạo nước Pháp trong giai đoạn 1944 đến 1946, sau khi Chính phủ Vichy sụp đổ và trước khi ra đời Đệ Tứ Cộng hòa Pháp.
Theo sau Trận chiến nước Pháp năm 1940, nhà nước của chính phủ Vichy được thành lập dưới sự điều hành của Philippe Pétain. Tuy nhiên, sau Chiến dịch Overlord, Giải phóng Paris và thắng lợi quyết định của phe Khối Đồng Minh thời Chiến tranh thế giới thứ hai trong trận Falaise, chính quyền Vichy đã phải giải tán. Vào lúc đó, khi mà tiền tuyến của quân Đồng Minh bao phủ dần nước Pháp, chính phủ lâm thời dưới sự lãnh đạo của Charles de Gaulle đã nắm quyền điều hành đất nước.